# Берманн, Сильви
Сильви-Аньес Берманн (фр. Sylvie-Agnès Bermann; род. 19 октября 1953, Сален-ле-Бэн) — французский дипломат. Посол Франции в Китае (2011—2014), посол Франции в Великобритании (2014—2017), посол Франции в России (2017—2019), первая женщина на всех трёх должностях. 

## Биография
Родилась 19 октября 1953 года во французском городе Сален-ле-Бен (фр.) в семье юристов. Её бабушка была эмигранткой из России. Получила высшее образование в Сорбонне и Парижском институте политических исследований, кроме того, окончила ещё Национальный институт восточных языков и культур (изучала китайский язык) и Пекинский университет языка и культуры (годичный курс обучения; 1976). 
В 1979 году была назначена вице-консулом Генерального консульства Франции в Гонконге, и оставалась на этой должности вплоть до 1980 года, когда была назначена третьим, а затем вторым секретарем посольства Франции в Китае. 
В 1982 году вернулась во Францию, где работала в департаменте Азии и Океании МИД Франции. В 1986 году была назначена вторым советником посольства Франции в Москве. В 1989 года вернулась в Париж, где работала заместителем руководителя отдела Юго-Восточной Азии.
В 1992 году Сильви Берманн вторым советником Постоянного представительства Франции при штаб-квартире ООН в Нью-Йорке и занимала эту должность вплоть до 1996 года.
Затем занимала еще ряд дипломатических должностей, пока в 2005 году не была назначена директором департамента МИД Франции по делам ООН, международных организаций, прав человека и франкоязычных стран.
Проработав, на этой должности до 2011 года, была назначена послом Франции в Китае, став, помимо всего прочего, первой женщиной — послом Франции в государстве — постоянном члене Совбеза ООН. Затем занимала должности посла Франции в Лондоне и в Москве.
В марте 2017 опубликовала книгу о современном Китае «La Chine en eaux profondes». 
Летом 2019 году стала первой женщиной, которой во Франции был присвоен высший дипломатический ранг. 
Вышла в отставку в  декабре 2019 года по достижении установленного французским законом предельного возраста для действующих дипломатов. С 2020 года занимает должность президента совета директоров французского Института перспективных исследований национальной обороны (IHEDN).
Является командором ордена Почётного легиона и командором ордена «За заслуги». Кроме французского, владеет также английским, русским и китайским языками.